# Kyohei Uchida
Kyohei Uchida (født 5. november 1992) er en japansk fodboldspiller, som spiller for den japanske fodboldklub AC Nagano Parceiro.